# Костюков, Игорь Юрьевич
И́горь Ю́рьевич Костюко́в (род. 2 ноября 1968 года, Горький) — российский физик, специалист в области физики плазмы и лазерной физики, член-корреспондент РАН (2016), профессор РАН (2016).
Имеет более 2000 цитирований своих работ, опубликованных в научных журналах. Индекс Хирша — 22.

## Биография
Родился 2 ноября 1968 года в городе Горький (ныне Нижний Новгород).
В 1992 году окончил Высшую школу общей и прикладной физики (ВШОПФ) ННГУ имени Н. И. Лобачевского.
В 1999 году защитил кандидатскую диссертацию на тему «Особенности энергообмена ЭМ излучения с плазмой в статических полях».
В 2007 году защитил докторскую диссертацию на тему «Поглощение мощного лазерного излучения и генерация электромагнитных полей в когерентных плазменных структурах».
В настоящее время — заместитель директора отделения нелинейной динамики и оптики Института прикладной физики РАН.
Ведет преподавательскую работу в должности профессора в ННГУ имени Н. И. Лобачевского, а также является заместителем декана ВШОПФ ННГУ.
В январе 2016 года присвоено почётное учёное звание профессора РАН.
В октябре 2016 года избран членом-корреспондентом РАН.

## Научная деятельность
Специалист в области физики плазмы и лазерной физики, автор более 180 научных работ.
Основные научные результаты:
- разработана теория сильно нелинейного режима взаимодействия мощного лазерного излучения с неоднородной плазмой с учетом самоинжекции и последующего ускорения электронов в самоорганизующихся лазерно-плазменных структурах;
- разработана модель генерации бетатронного излучения электронами, ускоренными в лазерной плазме;
- исследованы особенности взаимодействия сверхсильных электромагнитных полей с веществом с учетом радиационных и квантово-электродинамических эффектов;
- впервые продемонстрировано поглощение лазерного поля в электрон-позитронной плазме, образовавшейся при «пробое вакуума» в результате развития квантово-электродинамических каскадов в поле лазерных импульсов;
- обнаружен радиационный захват плазменных электронов лазерными импульсами под действием силы реакции излучения.